# 믹소트리카 파라독사
믹소트리카 파라독사(학명: Mixotricha paradoxa)는 오스트레일리아 흰개미 종 Mastotermes darwiniensis의 장 속에 기생하며, 여러 박테리아 공생종을 가지고 있는 원생 생물 종이다.